# Шайкин, Александр Александрович
Алекса́ндр Алекса́ндрович Ша́йкин (1944—2021) — российский филолог, доктор филологических наук, профессор.

## Биография
Окончил Казахский государственный педагогический институт.
В 1970-х гг. защитил диссертацию на соискание учёной степени кандидата филологических наук по теме «Сказка и новелла (на материале русского фольклора и древнерусских повестей XV—XVI вв.)».
В 1990-х гг. защитил диссертацию на соискание учёной степени доктора филологических наук по теме «„Повесть временных лет“: изображение человека и проблема литературной целостности текста».
В 2008 году — участник Международной научной конференции в Санкт-Петербурге, посвящённой 70-летию профессора Е. А. Костюхина; зачитан доклад на тему «Мифологические аспекты летописного текста о князе Владимире».
Работал в Орловском государственном университете на кафедре истории русской литературы XI—XIX вв. (филологический факультет).
Профессор, доктор филологических наук.

### Сфера научных интересов
- Древнерусская литература
- Фольклористика.